# Liste der Kreisstraßen im Landkreis Bernkastel-Wittlich
Die Liste der Kreisstraßen im Landkreis Bernkastel-Wittlich ist eine Auflistung der Kreisstraßen im rheinland-pfälzischen Landkreis Bernkastel-Wittlich.

## Abkürzungen
- K: Kreisstraße
- L: Landesstraße

## Liste
Die Kreisstraßen behalten die ihnen zugewiesene Nummer in der Regel nicht bei einem Wechsel in einen anderen Landkreis oder in eine kreisfreie Stadt. Nicht vorhandene bzw. nicht nachgewiesene Kreisstraßen werden in Kursivdruck gekennzeichnet, ebenso Straßen und Straßenabschnitte, die unabhängig vom Grund (Herabstufung zu einer Gemeindestraße oder Höherstufung) keine Kreisstraßen mehr sind. 
Der Straßenverlauf wird in der Regel von Nord nach Süd und von West nach Ost angegeben.
| Nr.   | Verlauf |      |
| ----- | --- | ---- |
| K 1   | K 95 – K 96 in Heinzerath |      |
| K 5   | L 34 - Eisenschmitt - K 9 - K 11 - K 141 - K 5 | L 62 |
| K 5   | – L 34 |      |
| K 6   | /L 50 in Binsfeld – in Niederkail |      |
| K 7   | L 46 – Hof Hau – K 8 – L 60 |      |
| K 8   | Raskop – K 7 in Hof Hau |      |
| K 9   | K 4 in Eisenschmitt – L 34 in Eichelhütte |      |
| K 10  | (K 6 im Landkreis Vulkaneifel) – Kreisgrenze – K 11 – Meerfeld – L 16                                                                                   |      |
| K 11  | K 10 in Meerfeld – L 16 – K 4 |      |
| K 13  | L 60 – L 34 in Burg (Salm) |      |
| K 14  | Musweiler – L 34 |      |
| K 15  | L 62 – Karl |      |
| K 17  | L 16 in Manderscheid – Heidsmühle |      |
| K 18  | L 64 in Eckfeld – L 16 |      |
| K 19  | L 16 – Pantenburg – L 16 |      |
| K 20  | L 60 – K 21 |      |
| K 21  | K 36 – K 20 – Gipperath – K 22 – Plein – L 52 in Wittlich                                                                                               |      |
| K 22  | K 21 – Greimerath – L 52 |      |
| K 23  | K 25 – Flußbach – K 24 – Lüxem – in Wittlich |      |
| K 24  | K 23 in Lüxem – |      |
| K 25  | L 52 in Greimerath – K 27 – K 23 – in Neuerburg |      |
| K 26  | L 52 – Willwerscheid – K 27 |      |
| K 27  | K 25 – K 26 – Diefenbach – K 30 |      |
| K 28  | L 64 – Dierfeld |      |
| K 29  | (K 17 im Landkreis Vulkaneifel) – Kreisgrenze – L 16 – Wallscheid – L 64                                                                                |      |
| K 30  | (K 25 im Landkreis Vulkaneifel) – Kreisgrenze – Oberscheidweiler – L 52 – Niederscheidweiler – K 31 – K 27 – in Bausendorf                              |      |
| K 31  | K 30 in Niederscheidweiler – |      |
| K 32  | in Bausendorf – |      |
| K 33  | – Krinkhof |      |
| K 34  | Hetzhof – in Kinderbeuern |      |
| K 35  | (K 9 im Landkreis Cochem-Zell) – Kreisgrenze – Bonsbeuern – /                                                                                           |      |
| K 36  | L 60 in Oberöfflingen – Niederöfflingen – L 64 |      |
| K 37  | L 49 – Gladbach – K 41 – L 50 – K 44 in Bruch |      |
| K 38  | (K 36 im Landkreis Trier-Saarburg) – Kreisgrenze – K 67 – L 49 in Dierscheid                                                                            |      |
| K 39  | (K 36 im Landkreis Trier-Saarburg) – Kreisgrenze – K 68 – L 49 in Hetzerath                                                                             |      |
| K 40  | K 41 in Dodenburg – K 136 – K 69 – Dörbach – K 46 – L 141 – L 50 in Salmrohr                                                                            |      |
| K 41  | K 37 in Gladbach – L 43 – K 40 – Dodenburg – nicht befahrbare Strecke – Heckenmünster – K 69 – L 141 – Sehlem – L 47 – K 51 – K 48 – L 141 in Hetzerath |      |
| K 42  | L 49 in Niersbach – L 50 |      |
| K 43  | – L 50 – L 49 in Arenrath |      |
| K 44  | L 50 in Bruch – K 37 – Bergweiler – K 45 – Wittlich – K 54 – L 52                                                                                       |      |
| K 45  | L 34 in Minderlittgen – Hupperath – L 34 – K 44 in Bergweiler                                                                                           |      |
| K 46  | L 43 – Dörbach – K 40 – L 141 |      |
| K 47  | L 47/L 141 in Hetzerath – Kreisgrenze – (K 40 im Landkreis Trier-Saarburg)                                                                              |      |
| K 48  | K 41 – Rivenich – K 49 – Kreisgrenze – (K 42 im Landkreis Trier-Saarburg) – Kreisgrenze – Schneidershof –                                               |      |
| K 49  | K 48 – Kreisgrenze – (K 41 im Landkreis Trier-Saarburg)                                                                                                 |      |
| K 50  | L 50 in Salmrohr – L 47 – K 51 in Esch |      |
| K 51  | K 41 – Esch – K 50 – L 47 – Klausen – L 50 – L 47 |      |
| K 52  | L 50 – K 53 in Minheim |      |
| K 53  | L 53 in Osann-Monzel – Kesten – K 134 – Minheim – K 52 –                                                                                                |      |
| K 54  | L 34 – K 44 in Wittlich |      |
| K 55  | L 47 – K 86 – Noviand – Siebenborn – K 58 in Maring |      |
| K 59  | L 53 in Platten – |      |
| K 62  | L 56 in Ürzig – L 58 – K 63 – K 64 – K 65 in Kövenig |      |
| K 63  | L 105 – K 135 – K 62 – L 58 in Kröv |      |
| K 64  | K 62 – K 65 in Traben-Trarbach |      |
| K 65  | L 105 in Reil – Kövenig – K 62 – Traben-Trarbach – K 64 – L 187                                                                                         |      |
| K 66  | L 189 – Lösnich – Kindel |      |
| K 67  | K 38 – Kreisgrenze – (K 37 im Landkreis Trier-Saarburg)                                                                                                 |      |
| K 68  | K 39 – Kreisgrenze – (K 38 im Landkreis Trier-Saarburg)                                                                                                 |      |
| K 69  | K 40 – K 41 |      |
| K 70  | in Kinheim – L 58 in Kröv |      |
| K 71  | Springiersbach – / |      |
| K 73  | L 47 – Wehlen – – Graach an der Mosel – Graacher Schäferei                                                                                              |      |
| K 74  | L 156 in Neumagen-Dhron – Nuhkopf |      |
| K 75  | K 138 in Büdlich – Breit – K 76 in Schönberger Siedlung                                                                                                 |      |
| K 76  | (K 91 im Landkreis Trier-Saarburg) – Kreisgrenze – Heidenburg – K 138 – K 75 – Schönberger Siedlung – L 150 – K 108 – Talling – K 109 – L 150           |      |
| K 77  | K 76 – L 155 in Berglicht |      |
| K 79  | L 157 – K 80 – Horath – K 81 |      |
| K 80  | L 156 – Zimmet – K 85 – K 79 – K 81 – K 97 – Merscheid – K 95 – K 96 – Rapperath – K 99                                                                 |      |
| K 81  | L 155 – K 79 – Gräfendhron – Merschbach – K 80 |      |
| K 82  | L 155 – Gielert – L 155 |      |
| K 84  | Etgert – Immert |      |
| K 85  | in Wintrich – K 80 |      |
| K 86  | K 53 in Osann – K 55 – Noviand – K 58 – Maring – L 47 in Lieser                                                                                         |      |
| K 87  | in Brauneberg – Burgen – K 89 – Hirzlei |      |
| K 88  | L 158 in Mülheim an der Mosel – Veldenz – K 90 – K 89 – K 91 –                                                                                          |      |
| K 89  | K 87 in Burgen – K 88 in Veldenz |      |
| K 90  | K 88 in Veldenz – Thalveldenz |      |
| K 91  | K 88 – Gornhausen – K 88 |      |
| K 93  | L 158 – Monzelfeld – K 94 – Annenberg |      |
| K 94  | – Monzelfeld – K 93 – L 158 |      |
| K 95  | K 88 – K 1 – Elzerath – K 96 – K 80 in Merscheid |      |
| K 96  | K 95 – Heinzerath – K 1 – K 80 |      |
| K 97  | Haag – K 80 |      |
| K 98  | Odert – K 99 |      |
| K 99  | K 80 – K 98 – Hunolstein – Weiperath – K 100 – K 80 – – K 122 in Morbach                                                                                |      |
| K 100 | K 99 – Gutenthal – Hoxel – K 119 – K 118 – |      |
| K 101 | in Bernkastel-Kues – in Bernkastel-Kues |      |
| K 102 | – Wolf – – Koppelberg |      |
| K 103 | L 187 in Longkamp – K 104 – Emmeroth – K 106 in Götzeroth                                                                                               |      |
| K 104 | Pilmeroth – K 127 – Emmeroth – K 103 |      |
| K 105 | – Kommen – K 106 in Wederath |      |
| K 106 | (K 78 im Rhein-Hunsrück-Kreis) – Kreisgrenze – Thalkleinich – K 133 – Kleinich – K 126 – Götzeroth – K 103 – Ilsbach – Wederath – K 105 – /L 153        |      |
| K 108 | Schönberg – K 76 |      |
| K 109 | K 76 in Talling – Neunkirchen |      |
| K 110 | Burtscheid – Flakhaus – K 111 – Lückenburg – L 153 in Thalfang                                                                                          |      |
| K 111 | K 110 in Flakhaus – L 153 |      |
| K 113 | – Malborn – |      |
| K 114 | in Thalfang – Bäsch – K 129 – Hilscheid – K 115 – |      |
| K 115 | L 153 – K 114 in Hilscheid |      |
| K 116 | – Rorodt – K 118 – Deuselbach – K 117 – L 164 |      |
| K 117 | K 116 in Deuselbach – L 164 |      |
| K 118 | K 116 in Riedenburg – Morscheid – K 120 – K 100 in Hoxel                                                                                                |      |
| K 119 | Wolzburg – K 100 in Hoxel |      |
| K 120 | Riedenburg – K 118 in Morscheid |      |
| K 121 | Radarstation Erbeskopf – Kreisgrenze – (K 50 im Landkreis Birkenfeld) – Kreisgrenze – L 164                                                             |      |
| K 122 | in Hundheim – K 124 – Bischofsdhron – K 123 – Morbach – L 160 – – K 99 –                                                                                |      |
| K 123 | – Wenigerath – – K 122 in Bischofsdhron |      |
| K 124 | K 122 in Hundheim – L 159 in Hinzerath |      |
| K 125 | L 159 – Kreisgrenze – (K 56 im Landkreis Birkenfeld) |      |
| K 126 | Fronhofen – Kleinich – K 106 – Oberkleinich – – K 131 – Hochscheid – Kreisgrenze – (K 24 im Landkreis Birkenfeld)                                       |      |
| K 127 | K 104 – Emmeroth |      |
| K 129 | K 114 in Bäsch – |      |
| K 130 | L 164 – Waldgaststätte Erbeskopf – L 164 |      |
| K 131 | K 126 – Kreisgrenze – (K 74 im Landkreis Birkenfeld) |      |
| K 132 | L 166 in Thiergarten-Nordwest – L 166 in Thiergarten-Nordost                                                                                            |      |
| K 133 | (K 79 im Rhein-Hunsrück-Kreis) – Kreisgrenze – Lötzbeuren – K 137 – Irmenach – L 190 – Beuren – K 106 in Thalkleinich                                   |      |
| K 134 | K 53 in Kesten – L 147 |      |
| K 135 | / in Bengel – K 63 |      |
| K 136 | L 43 – K 40 |      |
| K 137 | K 133 in Lötzbeuren – Kreisgrenze – (K 77 im Rhein-Hunsrück-Kreis)                                                                                      |      |
| K 138 | K 76 in Heidenburg – Büdlich – K 75 – L 150 in Büdlicherbrück                                                                                           |      |
| K 141 | K 4 – L 62 in Großlittgen |      |